# Mate Šinković
Mate Šinković (mađarski: Sinkovics Mátyás (Koljnof, Mađarska, 27. travnja 1927. – Koljnof (po nekima je umro u Šopronu), Mađarska, 24. prosinca 1972.) je bio hrvatski književnik iz Mađarske. Pisao je pjesme.
Radio je u mjesnoj poljoprivrednoj zadruzi kao službenik.
Jednim je od značajnijih pisaca dječje poezije na hrvatskom jeziku iz Mađarske, uz Marka Dekića i Stipana Blažetina.
Pjesme je pisao na svom mjesnom narječju hrvatskog jezika.
Pripadnik t.zv. "generacije na mostu" književnika gradišćanskih Hrvata (Fridrik Bintinger, Augustin Blazović, Robert Hajszan, Pavao Horvath, Martin Jordanić, Mate Kočiš, Štefan Kokošić, Anton Leopold, Franjo Meršić, Franjo Palković, Vilijam Pokorny, Tedi Prior, Bela Schreiner, Ferdo Sinković, Feri Sučić, Mate Šinković, Ljudevit Škrapić, Ana Šoretić, Peter Tažky, Milo Vašak, Joško Weidinger, s time da Martina Jordanića, Anu Šoretić i Petra Tažkoga ne smijemo jednoznačno uvrstiti. Augustin Blazović je ovu generaciju nazvao tako jer One bi htile biti most u dvostrukom smislu: 1. Most od Miloradića k modernoj liri,... 2. Most k književnom jeziku."

## Djela
- Na našoj gori : pjesme , 1981.

Svojim djelima je ušao u antologiju Pjesništvo gradišćanskih Hrvata = Poemaro de Burglandaj Kroatoj, urednika Đure Vidmarovića i Marije Belošević, zatim u antologiju hrvatske poezije u Mađarskoj od 1945. do 2000. Rasuto biserje, urednika Stjepana Blažetina i Čakavsko pjesništvo XX. stoljeća : tusculum antologija urednika Milorada Stojevića 2007.